# Pyura duplicata
Pyura duplicata is een zakpijpensoort uit de familie van de Pyuridae. De wetenschappelijke naam van de soort is voor het eerst geldig gepubliceerd in 1918 door Van Name.